# Duckworth-Lewis-Stern Method

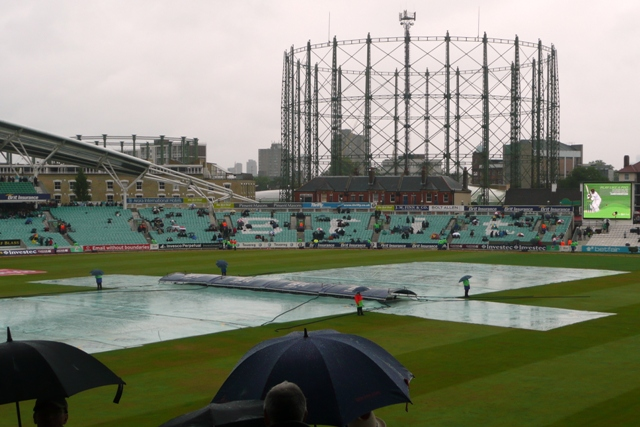
Regen sorgt für eine Unterbrechung eines Tests im Londoner The Oval

Die Duckworth-Lewis-Stern Method (DLS-Methode), ursprünglich Duckworth-Lewis Method (D/L-Methode), dient in der Sportart Cricket dazu, in One Day Internationals und Twenty20-Matches, im Falle von Unterbrechungen, die zum Sieg benötigte Punktzahl der als zweites schlagenden Mannschaft, das sogenannte Target, zu berechnen.

## Problemstellung
Beim Cricket kommt es recht häufig vor, dass das Spiel wegen Regen oder aufgrund schlechter Sichtverhältnisse, seltener aus anderen Gründen, unterbrochen werden muss. Inwieweit dadurch die Spieldauer und/oder die Zahl der Over im Spiel bzw. in den Innings verringert wird, ist nicht durch die Laws of Cricket (Cricketregeln) festgelegt, sondern hängt von den jeweiligen speziellen Spiel- oder Ligabestimmungen ab.
In auf Zeit begrenzten Spielen, also insbesondere im First-Class Cricket, erleidet keine der beiden Mannschaften dadurch einen grundsätzlichen Nachteil, es erhöht sich nur die Wahrscheinlichkeit für ein Remis (draw), da für beide Mannschaften weniger Zeit zur Verfügung steht, um die Siegbedingung zu erfüllen. Siehe Ergebnis (Cricket).
Im Ein-Tages Cricket allerdings, also bei begrenzter Overzahl pro Innings, verringern sich durch eine Overreduzierung automatisch die Möglichkeiten, Runs (Punkte) zu erzielen, und zwar im Allgemeinen für beide Mannschaften in unterschiedlichem Maße. Dies kann nur dadurch ausgeglichen werden, dass das Target angepasst wird, soll nicht eine Mannschaft einen unverschuldeten Nachteil erleiden.
Beispiel: In einem 50-Over-Match erzielt Team A 210 Runs in ihrem Innings. Team B benötigt also zunächst 211 Runs zum Sieg, dies ist das Target. Während ihres Innings jedoch kommt es zu einer einstündigen Unterbrechung, worauf das Innings auf 36 Over reduziert werden muss. Wie hoch ist das Target jetzt?

## Geschichte
Die D/L-Methode wurde durch die beiden Statistiker Frank Duckworth und Tony Lewis 1998 entwickelt und vom International Cricket Council (ICC) als Standardmethode zur Berechnung des Targets in One-Day Matches übernommen. Nachdem Duckworth und Lewis in den Ruhestand gingen, wurde Steven Stern mit der Fortführung der Methode beauftragt und im November 2014 wurde sie in ihren heutigen Namen (Duckworth-Lewis-Stern Method) umbenannt.
Bis dahin waren verschiedene Berechnungsmethoden in Verwendung gewesen. Beispielsweise die average run rate Methode, welche die Zahl der durchschnittlich pro Over erzielten Runs zur Ermittlung des Siegers heranzog. Diese Art der Berechnung scheint sich auf den ersten Blick geradezu aufzuzwingen, ist jedoch sehr unfair, wie unten erklärt. Eine andere Methode verglich die von der Schlagmannschaft des zweiten Innings in den ihr zur Verfügung stehenden N Over erzielten Runs mit den Runs, die die erste Schlagmannschaft in ihren erfolgreichsten N Over erzielt hatte. Letztere Methode wurde beispielsweise während des Cricket World Cups 1992 in Australien benutzt, als der mittlerweile berüchtigte Fall eintrat, dass im Halbfinalspiel England – Südafrika, nach einer kurzen Regenunterbrechung kurz vor Ende des Spiels, Südafrika zwar zwei Over abgezogen wurden, das Target aber nur um eins verringert wurde. Neben diesen gab es auch noch andere Berechnungsverfahren, die jedoch seltener waren.
Alle diese älteren Methoden kranken daran, dass sie zwar die verringerte Overzahl der Innings berücksichtigen, jedoch die Tatsache ignorieren (oder zumindest durch wenig plausible Anpassungen auszugleichen versuchen), dass das für alle Spielformen geltende Kriterium zum Abschluss eines Innings, nämlich der Verlust aller 10 Wickets, bei einer Verringerung der Overanzahl natürlich nicht angerührt wird. Deshalb kann die Schlagmannschaft in einem solchen, verkürzten, Innings ohne großes Risiko viel offensiver spielen und damit schneller (pro Over) Punkte erzielen, da sie automatisch auch weniger Over hat, in denen sie alle ihre Batsmen verlieren kann.

## Theorie und Anwendung

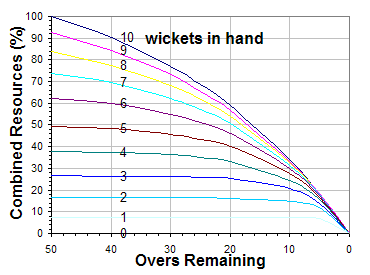
Zur Verfügung stehende Ressourcen als Funktion der verbleibenden Over

Die DLS-Methode baut auf der Theorie von Schlag-Ressourcen auf. Danach hat, wie oben angedeutet, die jeweilige Schlagmannschaft immer zwei Ressourcen zur Verfügung, aus denen sie möglichst viele Punkte erzielen will: Die Zahl der zur Verfügung stehenden Over in ihrem Innings und zehn Wickets, also gewissermaßen ihre zehn „Batsmanleben“. Zu jedem beliebigen Zeitpunkt im Innings hängt die Fähigkeit zum Erzielen weiterer Punkte von den dann noch verbleibenden Over und Wickets ab. Eine statistische Untersuchung vieler Spiele ergab, dass zwischen diesen beiden Größen und dem Anteil der Runs in einem Innings eine Korrelation besteht, die man verwenden kann, um den „Spielstand“ der Mannschaft beurteilen zu können.
Daraus wurde eine Tabelle erstellt, die sogenannte DLS-Tabelle, aus der für jede Kombination von verbleibenden Over und Bällen einerseits und schon verlorenen Wickets (d. h. ausgeschiedenen Batsmen) andererseits der restliche Ressourcenanteil abzulesen ist. Diese Tabelle ist auf 50 Over normiert, d. h. 50 Over entsprechen 100 % Ressourcen.
Daraus wiederum kann dann zu jeder beliebigen Unterbrechung der entsprechende Verlust an Ressourcen ermittelt werden. Aus dem Verhältnis der Ressourcen beider Mannschaften ergibt sich, sobald das erste Innings abgeschlossen und dessen Total bekannt ist, die dieser Punktzahl entsprechenden Runs der zweiten Schlagmannschaft, welche als Par Score bezeichnet wird. Ein Run mehr ist dann das Target.
In den weniger häufigen Fällen, in denen Team B mehr Ressourcen zur Verfügung stehen als Team A, wird nicht einfach das Verhältnis der Ressourcen herangezogen, sondern das Total von Team A um die der Ressourcendifferenz entsprechenden Runs erhöht. Als Basiswert wird hierbei die sogenannte G50-Zahl herangezogen, die den durchschnittlich in einem ersten 50-Over-Innings erzielten Runs entspricht.
Um eine faire Anwendung der Methode zu ermöglichen, muss im Spiel eine vorgegebene Mindestanzahl an Overn von beiden Teams als Schlagmannschaft absolviert worden sein. In One-Day Internationals sind dies mindestens 10 Over und im kürzeren Twenty20-Format mindestens 5 Over. Ein Spiel, das diese Anzahl an Over nicht erreicht, wird als No Result gewertet.
Im Jahr 2004 wurde eine DLS-Tabelle mit aktualisierten Ressourcenwerten veröffentlicht und eine Professional Edition herausgegeben, die auf die oben beschriebene Fallunterscheidung verzichtet, dafür aber nicht mehr mit einer Tabelle auskommt, sondern per Computerprogramm eine vom Total des ersten Innings abhängige Tabelle erstellt, mit der man wie gewohnt (wie erwähnt ohne die G50-Variante) die Ressourcenausfälle berechnen kann. Die alte Version erhielt den Namen Standard Edition, die Professional Edition wird auch fast nur im professionellen Cricket verwendet.

## Beispiele

### Unterbrechung im 2. Innings
Im ersten One-Day International zwischen Indien und Pakistan während ihrer 2006er Serie spielte Indien das erste Innings und war nach 49.4 Over 328 all out. Pakistans Target war also zunächst 329 Runs. Nach 47 Over in Pakistans Innings musste das Spiel wegen schlechter Sicht beim Stand von 311 für 7 abgebrochen werden.
Da also noch 3 Over oder 18 Bälle zu spielen waren und Pakistan auch genau 18 Runs zum Sieg benötigte, dürfte Pakistan leicht im Vorteil gewesen sein, insbesondere in Anbetracht der hohen Punktzahlen beider Mannschaften. Tatsächlich ergab D/L einen Par Score von 304 Runs zu diesem „Zeitpunkt“ (3 Over zu spielen und 7 Wickets verloren), Pakistan gewann also mit 7 Runs (D/L Method).

### Unterbrechung im 1. Innings
Im vierten Spiel zwischen Indien und England der 2008er Serie wurde das erste Innings des Spiels (Indiens Innings) zweimal durch Regen unterbrochen. Das Spiel musste von ursprünglich 50 Over pro Innings (und damit pro Team) auf 22 Over pro Innings reduziert werden. Indien erreichte 166 für 4, also 166 Punkte.
Die D/L-Methode ergab für England ein Target von 198 Runs aus ihren 22 Over. Dies ist ein Beispiel dafür, dass die als zweite schlagende Mannschaft deutlich mehr Runs erzielen muss als das erste Team, wenn Unterbrechungen während des ersten Innings des Spiels auftreten. Die D/L-Methode berücksichtigt automatisch die Tatsache, dass England, im Gegensatz zu Indien, schon vor Beginn ihres Innings wusste, dass sie nur 22 Over zur Verfügung haben werden und daher schon vom ersten Ball an ein höheres Tempo einschlagen konnten. Tatsächlich kam England aber nur auf 178-8 und Indien gewann mit 19 Runs (D/L method).

## Besondere Ereignisse
Dass es bei der Anwendung der DLS-Methode zu schwerwiegenden und peinlichen Fehlern kommen kann, hat sich in zwei internationalen Spielen gezeigt.
Während des World Cups 2003 in Südafrika benötigte der Gastgeber im entscheidenden Vorrundenspiel gegen Sri Lanka einen Sieg, um in die Zwischenrunde einzuziehen. Sri Lanka hatte im ersten Innings 268 Runs erzielt. Fünf Over vor Ende stand das Spiel auf Messers Schneide. Da abzusehen war, dass das Spiel kurz davor stand, wegen Regens abgebrochen zu werden, ließ ihr Kapitän Shaun Pollock den Batsmen die Nachricht zukommen, dass 229 das Target am Ende des laufenden Overs sei. In Wirklichkeit sind aber auf den, den Mannschaften zur Verfügung gestellten, D/L-Listen die Par Scores, also die zum Unentschieden benötigten Runs und nicht die jeweiligen Targets, aufgelistet. Der südafrikanische Batsman Mark Boucher, der eben noch einen 6er geschlagen und damit Südafrika auf genau 229 gebracht hatte, blockte daraufhin den letzten Ball des Overs, um auf jeden Fall ein Ausscheiden zu vermeiden (denn dies hätte das Target weiter erhöht). Die Schiedsrichter brachen das Spiel dann tatsächlich unmittelbar darauf ab, und Südafrika hatte durch dieses Missverständnis (oder das fehlerhafte Verständnis der D/L-Tabelle) den Sieg verschenkt.
Zu einem anderen „Falschablesen“ der D/L-Tabelle kam es im ersten Ein-Tages Spiel der West Indies gegen England 2009 in Guyana, wieder kurz vor Ende eines knappen Spiels. Aufgrund der mittlerweile schlechten Sicht boten die Schiedsrichter den beiden Batsmen von West Indies an, das Spiel abzubrechen. Ihr Coach John Dyson gab den Batsmen das Zeichen, dieses Angebot anzunehmen und vom Platz zu gehen. Doch hatte er nicht berücksichtigt, dass mit dem letzten Ball unmittelbar davor ein weiterer Batsman seiner Mannschaft ausgeschieden war und daher die Zahlen der nächsten Spalte abzulesen waren. Die amüsierte englische Mannschaft konnte ihr Glück kaum fassen und gewann das Spiel mit 1 Run (D/L-Method).